# Platycheirus fimbriatus
Platycheirus fimbriatus är en tvåvingeart som först beskrevs av Friedrich Hermann Loew 1871.  Platycheirus fimbriatus ingår i släktet fotblomflugor, och familjen blomflugor. Inga underarter finns listade i Catalogue of Life.